# 마크 트레몬티

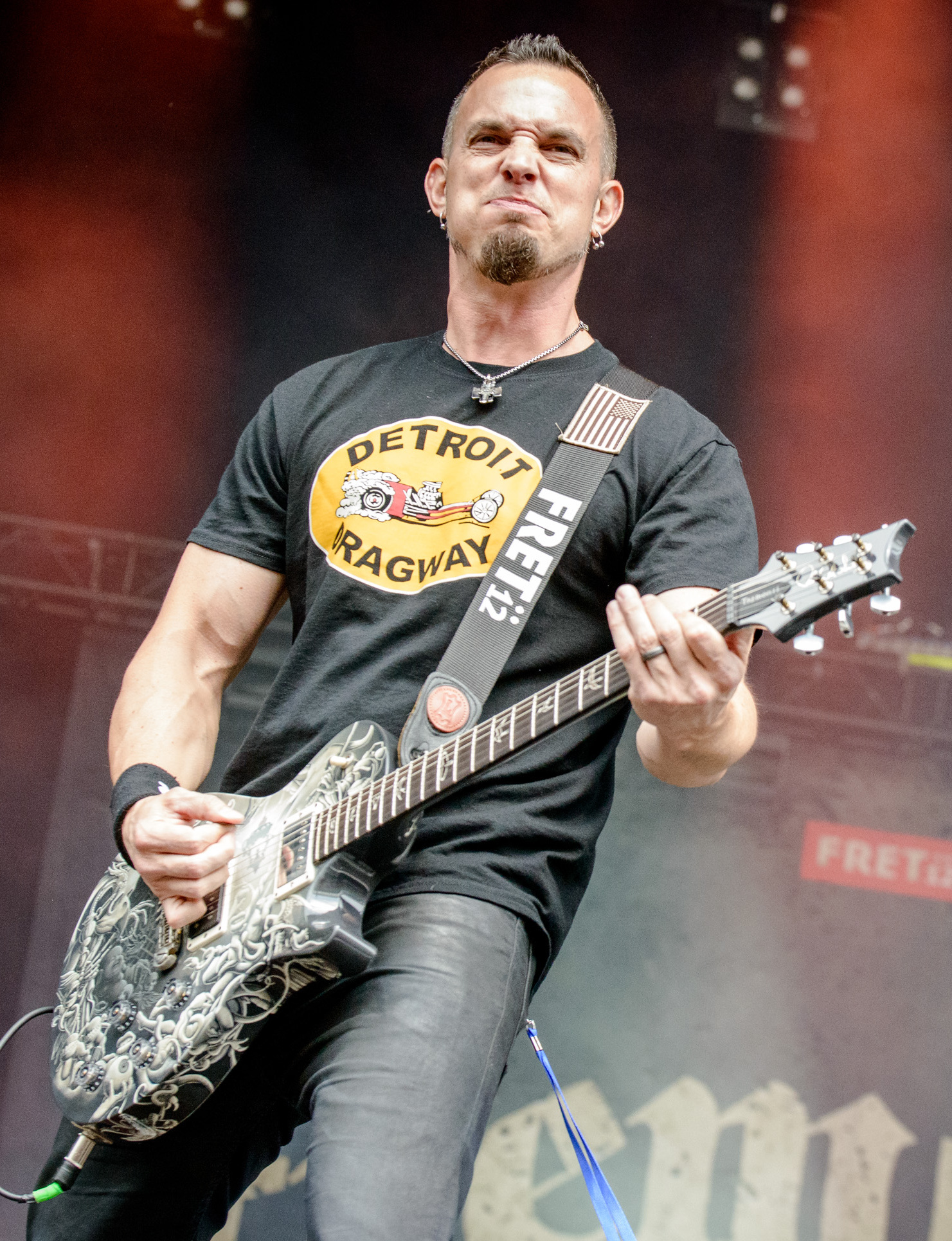
마크 트레몬티

마크 트레몬티(Mark Tremonti, 1974년 4월 18일 ~ )는 기타리스트로, 크리드와 얼터 브리지에서 활동 중이다.